# Polistes facilis
Polistes facilis är en getingart som beskrevs av Henri Saussure 1853. Polistes facilis ingår i släktet pappersgetingar, och familjen getingar. Inga underarter finns listade i Catalogue of Life.